# I Love Rock ’N’ Roll
Az I Love Rock 'n' Roll egy rock dal a brit Arrows együttestől. A dal legismertebb változata Joan Jett 1982-es feldolgozása, amely hét héten át vezette a Billboard Hot 100 slágerlistát az Egyesült Államokban. 2001-ben Britney Spears is feldolgozta a dalt harmadik stúdióalbumán.

## Joan Jett verziója
Joan Jett amikor az amerikai The Runaways tagjaként Angliában turnézott 1976-ban, a televízióban látta, hallotta az I Love Rock 'n' Roll-t az Arrows előadásában. Először 1979-ben rögzítette a dalt a Sex Pistols két tagjával: Steve Jones és Paul Cook. Ez a verzió a You Don't Own Me kislemez B-oldalán jelent meg. Két évvel később Jett újra felvette a számot, ezúttal a saját zenekarával, a The Blackhearts zenészeivel. Ez a változat Amerikában a Billboard Hot 100 slágerlistán megszerezte az első helyet, amit aztán 7 héten keresztül meg is őrzött. A kislemez több mint egymillió példányban kelt el, és így platinalemez státuszt ért el, ugyanígy az azonos című nagylemez is, ami pedig a 2. helyig jutott a Billboard 200-as eladási listán. A dal később is számos elismerésben részesült. 2016-ban beiktatták a Grammy Hall of Fame-be. A Billboard magazin 2013-ban kiadott "The All-Time Top 100 Songs" listáján a 65. lett. A Q magazin 2005 márciusában a 85. helyre rangsorolta a "100 Greatest Guitar Tracks" elnevezésű listáján. A Rolling Stone magazin "500 Greatest Songs of All Time" listáján a 491. helyet kapta.

### Slágerlistás helyezések
| Slágerlista (1982)                       | Legjobb helyezés |
| ---------------------------------------- | ---------------- |
| Ausztrália (Kent Music Report)           | 1                |
| Ausztria (Ö3 Austria Top 40)             | 4                |
| Belgium (Ultratop 50 Flanders)           | 2                |
| Kanada RPM Top Singles                   | 1                |
| Franciaország (SNEP)                     | 4                |
| Németország (Media Control Charts)       | 6                |
| Írország (Ír slágerlista)                | 2                |
| Olaszország (FIMI)                       | 42               |
| Hollandia (Top 40)                       | 1                |
| Hollandia (Single Top 100)               | 1                |
| Új-Zéland (Recorded Music NZ)            | 1                |
| Svédország (Sverigetopplistan)           | 1                |
| Svájc (Schweizer Hitparade)              | 3                |
| UK (Official Charts Company)             | 4                |
| USA Billboard Hot 100                    | 1                |
| USA Billboard Hot Mainstream Rock Tracks | 1                |
| USA Billboard Hot Dance Club Play        | 31               |
| USA Cash Box Top 100                     | 1                |

### Év végi helyezések
| Chart (1982)          | Rank |
| --------------------- | ---- |
| Ausztrália            | 7    |
| Kanada                | 1    |
| Hollandia             | 25   |
| Új-Zéland             | 7    |
| USA Billboard Hot 100 | 3    |
| USA Cash Box          | 5    |

### Minősítések
| Ország     | Minősítés | Eladás    |
| ---------- | --------- | --------- |
| USA (RIAA) | Platina   | 1.000.000 |

## Britney Spears verziója
A Britney album negyedik európai kislemezeként jelent meg a dal 2002. május 27-én. A feldolgozása vegyes kritikákat kapott. Az énekesnő rendszeresen előadta a Dream Within a Dream turnén, 2016-ban pedig hozzáadták a Britney: Piece of Me show dallistájához, valamint a 2016-os Billboard Music Awards-on előadta  a dalt. Továbbá a dal Britney első filmjében, az Álmok útján-ban is felcsendül.  A számhoz tartozó videóklipet Long Beach-en forgatták az "Inn" bárban, rendezője Chris Applebaum volt. A videóban Britney egy zenekarral látható, akik a háttérben gitároznak. Néhány jelenetben az énekesnő egy motoron is ül.

### Slágerlistás helyezések
| Slágerlista (2002)                    | Legmagasabb helyezés |
| ------------------------------------- | -------------------- |
| Ausztrália (ARIA)                     | 13                   |
| Ausztria (Ö3 Austria Top 40)          | 9                    |
| Belgium (Ultratop 50 Flanders)        | 15                   |
| Belgium (Ultratop 50 Wallonia)        | 27                   |
| Finnország (Singlet Top 20)           | 19                   |
| Németország (Media Control Charts)    | 7                    |
| Hungarian Singles Chart               | 6                    |
| Ír slágerlista                        | 8                    |
| Olaszország (FIMI)                    | 20                   |
| Japan (Oricon)                        | 26                   |
| Hollandia (Top 40)                    | 17                   |
| Hollandia (Single Top 100)            | 18                   |
| Portugal (Portuguese Singles Chart)   | 4                    |
| Skócia (Scottish Singles Top 40)      | 7                    |
| Svédország (Sverigetopplistan)        | 15                   |
| Svájc (Schweizer Hitparade)           | 15                   |
| Egyesült Királyság (UK Singles Chart) | 13                   |

### Év végi helyezések
| Slágerlista (2002)               | Legmagasabb helyezés |
| -------------------------------- | -------------------- |
| Australian Singles Chart         | 68                   |
| Belgium Singles Chart (Flanders) | 76                   |
| German Singles Chart             | 96                   |
| Swedish Singles Chart            | 85                   |
| Swiss Singles Chart              | 81                   |

### Minősítések
| Ország            | Minősítés | Eladás |
| ----------------- | --------- | ------ |
| Ausztrália (ARIA) | Arany     | 35,000 |